# Жузеп Марія Субіракс
Жузеп Марія Субіракс-і-Сіджар (кат. Josep Maria Subirachs i Sitjar; 11 березня 1927, Барселона – 7 квітня 2014, там само) — іспанський (каталонський) скульптор, художник, графік, сценограф і художній критик.
Найбільше знаний як автор скульптурної групи фасаду Страстей Христових (1987–2009) храму Святого Сімейства у Барселоні.
Нагороджений хрестом Сант-Жорді (1982), орденом Мистецтв та літератури (1986), золотою медаллю за художні заслуги від мерії Барселони (2011) та іншими.
Роботи Субіракса були представлені на найбільших виставках у всьому світі, зокрема у Чикаго (1962), Нью-Йорку (1982), Японії (1990), Пекіні (2006) та багатьох інших.

## Біографія

### 1927–1940
Жузеп Марія Субіракс-і-Сіджар народися 11 березня 1927 року у м. Барселона, на вулиці каррер-Пере IV в районі Публеноу. Батько, Жузеп Субіракс-і-Казановас, працівник на фабриці фарб Rottier, мати — Жузепа Сіджар-і-Феррер. 1931 року пішов у школу Центр моралі і культури у Побленоу (Барселона).
23 січня 1935 року у нього народилась сестра Марія делс Анджелс. Того ж року почав навчання у школі «Мир і справедливість». 1936 року отримав Премію пошани від шкільної ради Борі-і-Фонтеста за участь дитячому художньому конкурсі в Побленоу (Барселона).
У 1938 році, для того, аби укритись від бомбардувань у місті Барселона (див. Громадянська війна в Іспанії 1936–1939), провів рік у Мартурелясі з матір'ю і сестрою. Там, двоюрідна сестра матері, Долорс Казалс-і-Сіджар, працювала шкільною вчителькою.
У 1939 році продовжив навчання в академії Ескуела Меркантіль (більш відомій як Л'Альянса і заснованій Ілдефонсом Педрою); здобув премію з малювання.

### 1941–1950
У березні 1941 року почав працювати у майстерні золотаря Фольгеролеса, розташованій на площі Пла-де-Палау у Барселоні. 1942 року розпочав навчання в майстерні скульптора Енріка Монжо (1896–1976). 1943 року взяв участь у груповій виставці в казино «Л'Альянса» в Побленоу (Барселона). 1945 року як вільний студент відвідував нічні заняття з малюнку в Барселонському коледжі витончених мистецтв.
У 1947 році залишив майстерню Енріка Монжо і потім упродовж кількох місяців пропрацював у майстерні «Noucentista» скульптора Енріка Казановаса (1882–1948).
2 січня 1948 року Енрік Казановас помер. Того ж року, спільно з художньою групою з Побленоу (Барселона), організував конференцію, присвячену останнім роботам Казановаса. Провів першу персональну виставку у Будинку книги у Барселоні, на якій представив 10 скульптур і 6 малюнків.
У 1949 році участь у 2-му Жовтневому салоні принесла Субіраксу велике суспільне визнання. Він брав постійну участь у цьому щорічному салоні до 1957 року.
У 1950 році разом із скульпторами Франсеском Торрес Монсо і Марті Сабе, а також художниками Естер Бош, Рікаром Креусом і Жуакіном Даджірою заснував художню групу «Протектура», яка влаштувала презентацію з маніфестом та виставку у Галереях Лайтанес у Барселоні.

### 1951–1960

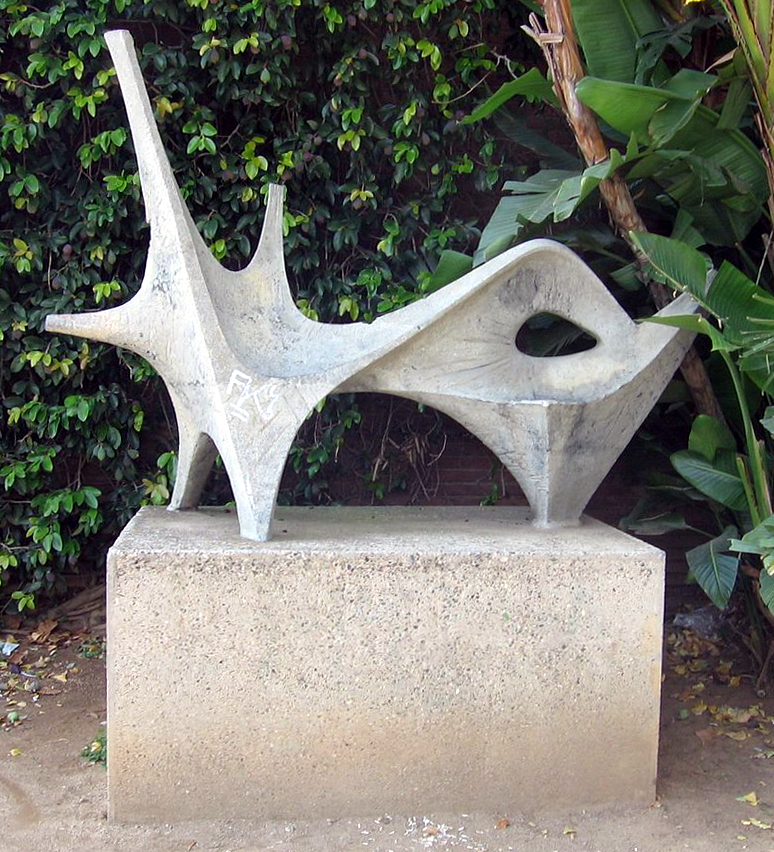
«Форма 212» (1957), Барселона

У 1951 році отримав стипендію від Circle Maillol Французького інституту Барселони на навчання у Парижі. 1953 року разом з Енріком Планасдура́, Антоні Тапіесом, Жуан Жузепом Тарратсом, Жуаном Флувія́ і Александре Сірісі-і-Пеллісером, увійшов до організаційного комітету Асоціації сучасних художників (AAA). Здобув першу премію зі скульптури на 3-му Джазовому салоні у Барселоні, організованому Club 49 у галереї Лайтанес. Познайомився з бельгійським художником Люком Пейре (1916–1994).
У 1954 році познайомився з поетесою Сесілією Бургайя Ібаньєс. 30 травня того ж року, на запрошення Люка Пейре, приїхав до Бельгії, де він згодом проживав, працював і влаштовував персональні та колективні виставки. 1955 року виставлявся на Міжнародному бієнале скульптури в Антверпені (Бельгія). 23 листопада одружився з Сесілією Бургайя Ібаньєс у Брюсселі. У березні 1956 року повернувся в Барселону. У квітні почав працювати в рекламній компанії Zen, створеній Александре Сірісі-і-Пеллісером.

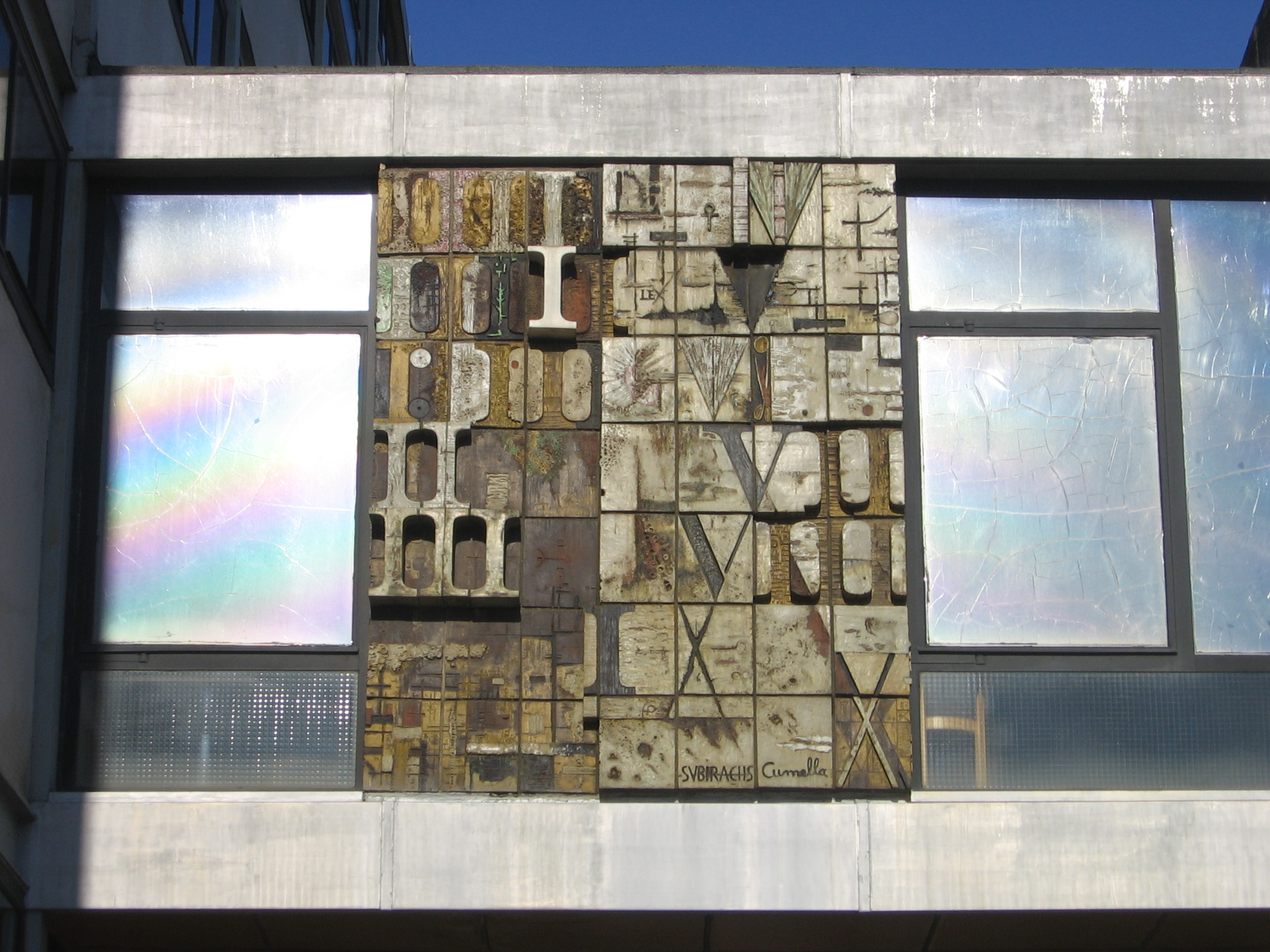
«Таблиці закону» (1959), юридичний факультет Барселонського університету; кераміст Антоні Кумелья

11 вересня у нього народився син Рожер у Барселоні. Взяв участь у першій виставці Галереї Хардін у Барселоні. На Різдво рекламна компанія Zen представила знамениті вікна, створені Броссою, Кішаром, Ромесом, Субіраксом і Тапієсом, у філії магазину Gales на пасео-де-Грасіа. 1957 року створив скульптуру «Форма 212» для входу до будинку Мундет у Барселоні, яка стала першою абстрактною роботою, зведеною у громадському місці у місті. Отримав бронзову медаль на 2-й Середземноморській дворічній виставці (бієнале) в Александрії (Єгипет).
У 1958 році нагороджений гран-прі Сант-Жорді Міською радою Барселони за скульптуру «Собор». Отримав скульптурну премію ім. Хуліо Гонсалеса від Асоціації сучасних художників та Барселонської палати сучасного мистецтва за скульптуру «Текель». Виграв конкурс Заохочення декоративного мистецтва (Fomento de las Artes y del Diseño, FAD) на створення дощок для використання як премії FAD Awards з архітектури та дизайну інтер'єру.
11 березня 1959 року народилась донька Жудіт у Барселоні; 5 квітня у Барселоні померла його матір. У співпраці з художником-керамістом Антоні Кумелья створив рельєф «Таблиці закону» для фасаду юридичного факультету Барселонського університету. Виграв конкурс на створення скульптур на фасаді святилища Вірхен-дель-Каміно у Леоні. З серпня того року до відкриття святилища, жив у Мадриді, Леоні та Барселоні. 1960 року абстрактну скульптуру «Втілення моря» розміщено на проспекті Жуана де Борбо в Барселонеті (Барселона). Того ж року скульптура «Святилище» представлена у постановці «Шкіри бика» Сальвадора Еспріу у Купула-дель-Колісуем, місці розташування Музею сучасного мистецтва, створеного Александре Сірісі-і-Пеллісером.

### 1961–1970

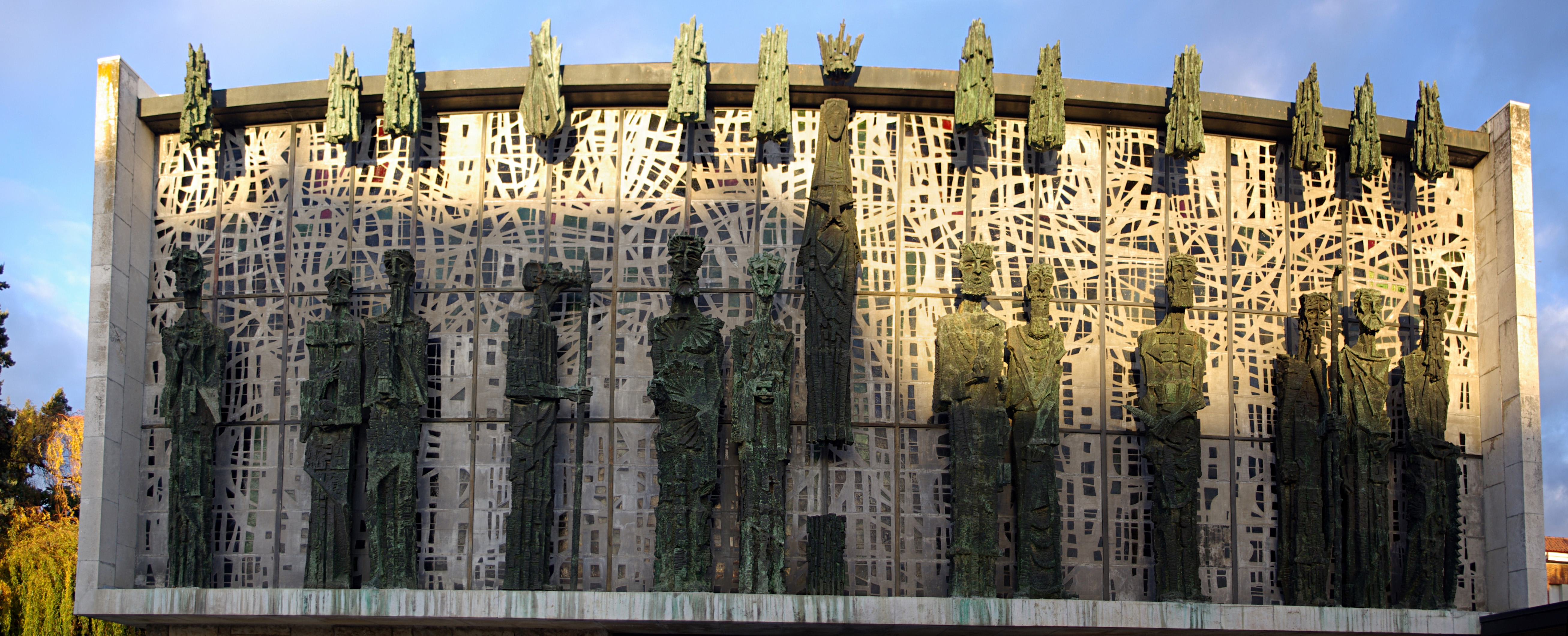
Фасад святилища Вірхен-дель-Каміно у Леоні

У 1961 році відбулось відкриття святилища Вірхен-дель-Каміно у Леоні, для фасаду якого Субіракс створив 13 великих бронзових фігур, 4 бронзових дверей і декілька культових предметів для інтер'єру споруди. У жовтні почав давати уроки в школі дизайну ELISAVA в Барселоні. 1962 року створив сценографію драми-притчі «Перша історія Есфірі» Сальвадора Еспріу, яку поставив режисер Рікар Сальва у театрі Ромеа у Барселоні. Скульптура «Вертикальне лиття» встановлена у садах Маркет-центр-еворд у Далласі. Створив скульптуру «Хрест св. Михаїла» для Монсерратського монастиря.
У 1963 році створив пам'ятник Нарсісу Монтуріолю у Барселоні. Переїхав у будинок-майстерню, збудованому за проєктом архітектора Антоні де Морагас-і-Галлісса, розташованому у карретера-де-ла-Аррабассада у Барселоні. Створив пам'ятник жертвам повені у Вальєсі у муніципалітеті Рубі. 1964 року представив скульптуру «Поліфем» у Сала-Гаспар у Барселоні.

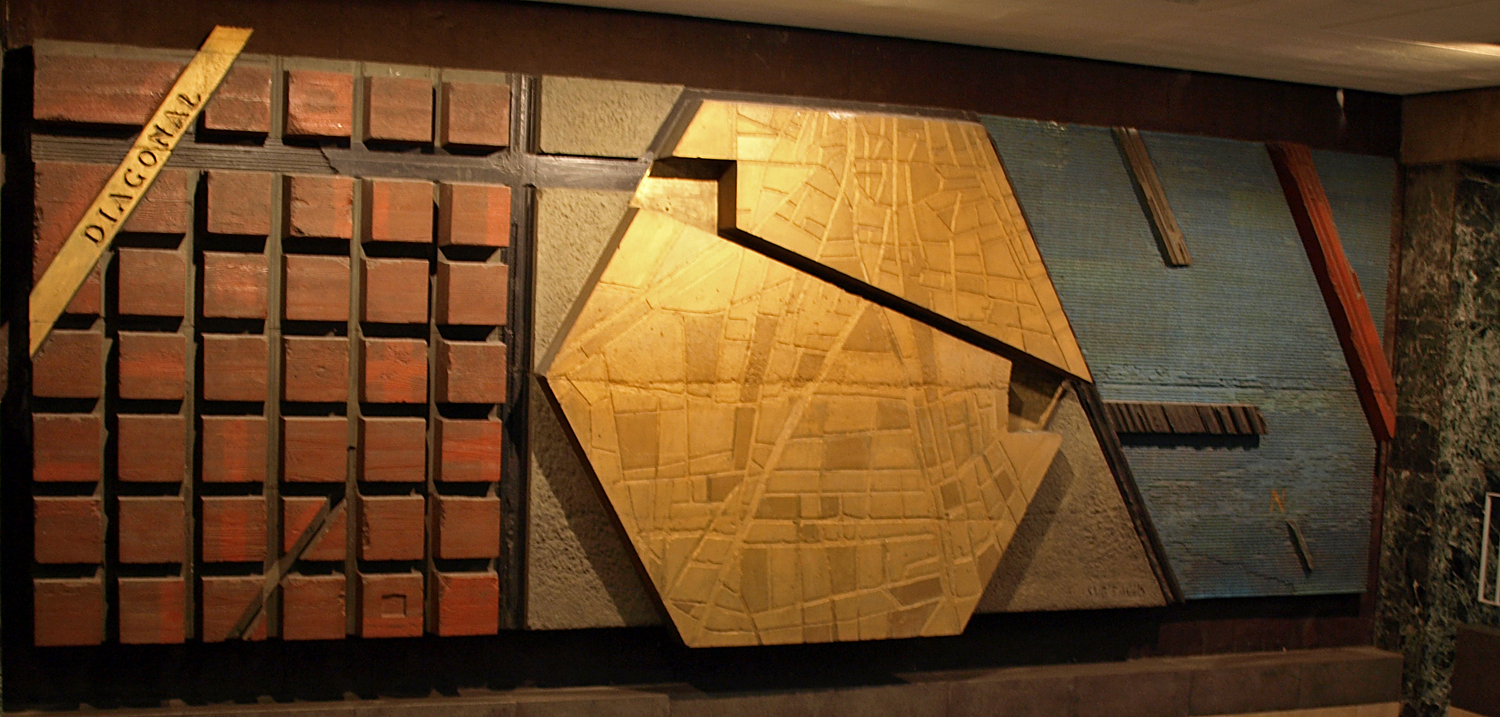
«Діагональ» (1969), панно на однойменній станції Барселонського метрополітену

У 1965 створив пам'ятник Помпеу Фабрі у с. Планолес і пам'ятник жертвам авіакатастрофи у Кармоні (Севілья). 17 жовтня у нього народився син Даніель у Барселоні. 1966 року отримав 1-у міжнародну премію з малювання Інглада-Гійо. Скульптура «Христос біля колони» виставлена в експозиції Мідделгеймського музею в Антверпені (Бельгія). Виконав медаль для ознаменування створення Демократичного союзу студентів Барселонського університету, кошти від продажі яких були зібрані для оплати штрафів, що стягувались з учасників «капучінади».
У 1967 році створив скульптуру «Венера пагорбу Пеніскола» у Пенісколі (Кастельйон) і скульптуру-годинник «Вимірювання простору-часу» для будівлі Меркурі в Барселоні. 1968 року створив пам'ятник міжнародній торгівлі в Далласі (США) і пам'ятник у Мехіко, щоб вшанувати пам'ять XIX Літніх Олімпійських ігор. Створив декорації для «Першої історія Есфірі» Сальвадора Еспріу, для другої версії постановки режисера Рікара Сальва в театрі Бандерас у Більбао. Виконав спеціальну залу на 34-й виставці Венеціанського бієнале.
У 1969 році створив пам'ятник «Присвята Барселоні» у Монжуїк-парку у Барселоні. Виконав фриз і велике настінне панно для фасаду нової будівлі мерії Барселони, а також панно для станції «Діагональ» Барселонського метрополітену. 1970 року створив пам'ятник св. Домініку у Монсерраті. Виконав інсталяцію для левів і тигрів у Мадридському зоопарку.

### 1971–1980

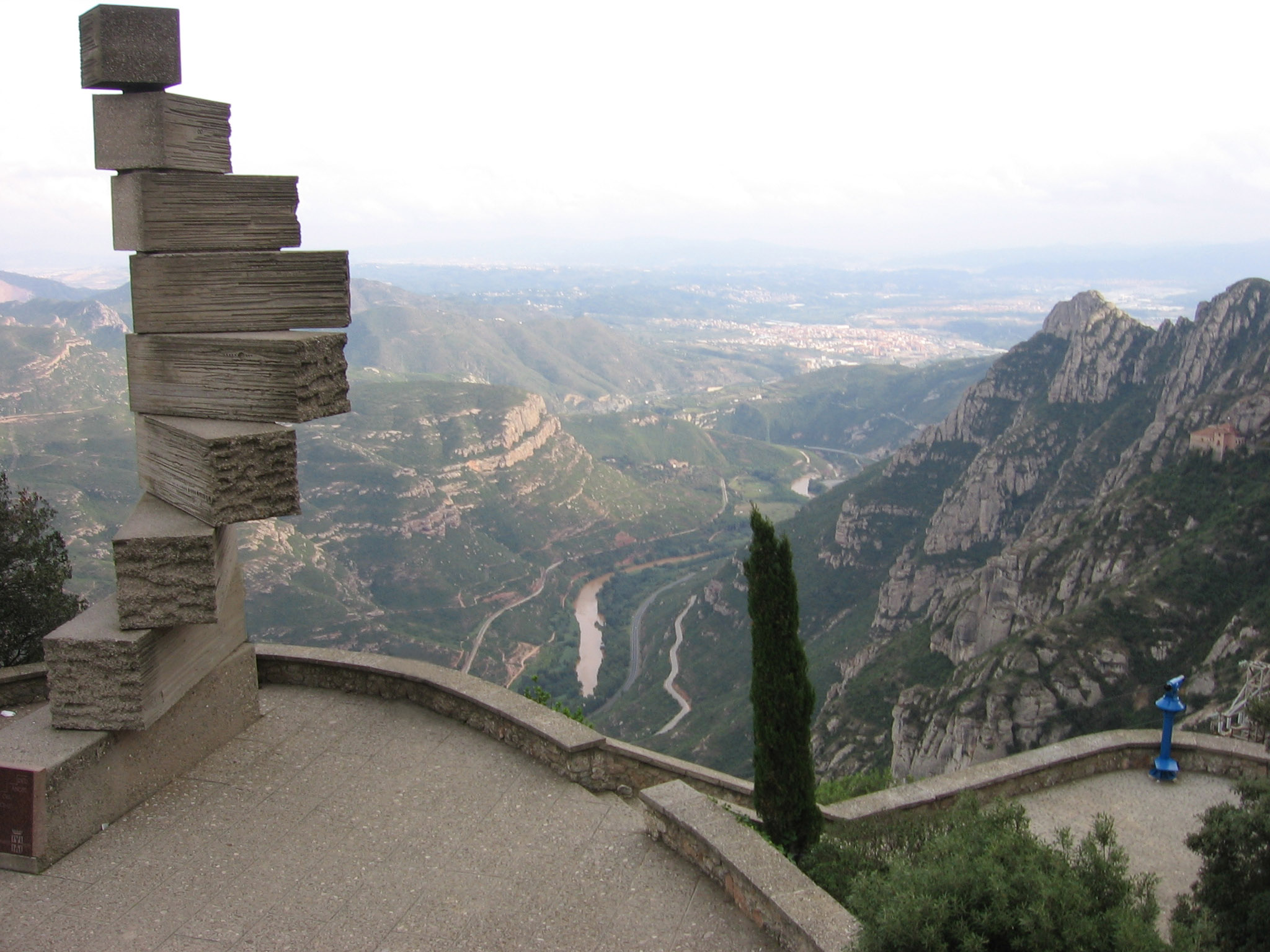
Пам'ятник Раймунду Луллію (1976) у Монсерратському монастирі

У 1971 році нагороджений першою міжнародною премією Сант-Марті́ д'Ор. Виконав рельєфи для фасаду банку Banc de Sabadell на Рамбла-де-Каталунья у Барселоні. Створив рельєфи «Зв'язок» і «Розрахунок» для фасаду будівлі Індуба́н на площі Франсеска Масія́ у Барселоні.
У 1972 році скульптура «З іншого боку стіни» виставлена у Музеї скульптур просто неба на Пасео-де-ла-Кастельяна у Мадриді.
24 лютого 1973 року помер його батько у Барселоні. Виконав рельєф для вежі Уркінаона в Барселоні. Створив скульптуру «Відбиток руки» у Санта-Крус-де-Тенерифе (Канарські острови). Того ж року історик мистецтва Даніель Жіра-Міракль опублікував книгу «Субіракс».
У 1974 році здобув премію критиків Барселони за найкращу виставку сезону 1972–1973 років. Відкрито галерею Естуді Регомір, засновану антикваром та арт-дилером Артуром Рамоном Піка, яка зберігала і управляла творами Субіракса. Галереєю, що розташовувалась на однойменній вулиці, спочатку управляв Жорді Умбер Понс і пізніше, з 1986 року, Марія Тереза Жовер Преза.
У 1975 створив пам'ятник Л'Оспіталету у Л'Оспіталет-де-Льобрегат. Виконав бронзові двері, які з'єднують Палау-де-Льоктінент з залами Сало́-дел-Тінелль в Барселоні. Книгу «Субіракс» Хосе Корредор-Матеоса, опубліковану видавництвом Ediciones Polígrafa, представлено у галереї Рене Метраса у Барселоні. Книгу «Субіракс: портрет художника як дорослого скульптора» Марії Аурелії Кармань, опубліковану видавництвом Editorial Pòrtic, представлено в художній галереї Артура Рамона у Барселоні.
У 1976 виконав двері для ризниці каплиці святого Георгія та рельєф св. Георгія-Тесея на балконі, який з'єднує будівлю палацу уряду Каталонії (Палау-де-Женералітат-де-Каталунья) з будівлею Каза-делс-Канонжес в Барселоні. Призначений членом-кореспондентом Американського іспанського товариства в Нью-Йорку. Створив пам'ятник Раймунду Луллію в Монсерраті. У 1977 створив каплицю Святого Причастя (вівтар і рельєф на дверях) у базиліці в Монсерраті. Створив декорації трагедії «Цар Едіп» Софокла (у версії Жауме Відал Альковера) у Грецькому театрі в Барселоні для постановки Жузепа Антона Кодіна-і-Оліве́ (театральна трупа «Ла-Рода»).
У 1978 році виконав декорації для п'єси «Чекаючи на Годо» Семюела Беккета, режисер-постановник Вісенте Сайнс де ла Пенья (Трупа Марії Пас Беллестерос, Мадрид). У 1979 створив фриз на фасаді залізничного вокзалу «Сантс» у Барселоні та пам'ятник Манресі.
У 1980 обраний членом Королівської академії витончених мистецтв Сант-Жорді. Виконав декорації для трагедії «Вакханки» Евріпіда; постановка Жузепа Монсеррата, режисура Рікара Сальва.

### 1981–1990

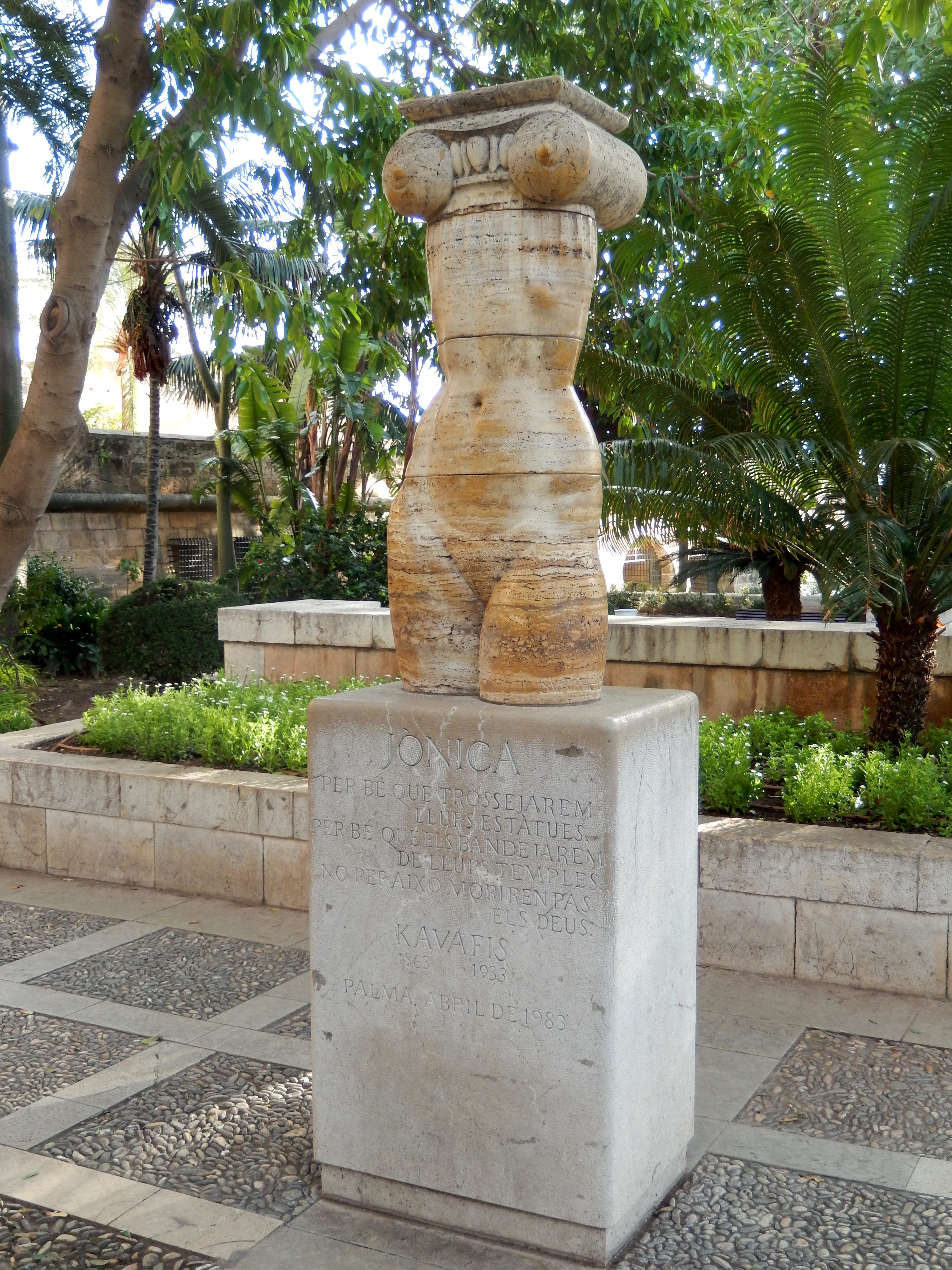
«Іонійка» (1983) у Королівському саду у Пальмі (Мальорка)

У 1981 році створив декорації до балету «Федра, дія II, сцена 5», в постановці Алена Марті, прем'єра якої відбулась в Опера-Комік у Парижі. Виконав рельєф для Міжнародному аеропорту Барахас в Мадриді (нині рельєф розташований в аеропорту Аліканте).
Створив бронзову табличку для парламенту Каталонії на честь руху Опору, яку подарувала Associació Catalana d'Expresos Polítics.
У 1982 виступив з офіційною промовою-згодою на включення до Королівської академії витончених мистецтв Сант-Жорді. Нагороджений Урядом Каталонії Хрестом Сант-Жорді. Скульптура «Нурія-Федра», на яку Субіракса надихнула п'єса Сальвадора Еспріу «Іншу Федру, будь ласка», роль в якій виконала актриса Нурія Есперт, встановлений у будівлі Музею театрального мистецтва (є підрозділом Інституту театру в Барселоні).
Створив пам'ятник відновленню уряду Каталонії в Сервері.
29 березня 1983 року у нього народилась онука Клея Субіракс Барракер у Сан-Клімент-де-Льобрегат. Створив скульптури «Іонійка» у Пальмі (Мальорка) та «Олімп» в парку Шато-де-Віді в Лозанні (Швейцарія), а також пам'ятник президенту уряду Каталонії, Франсеску Масія́ (1859–1933) у Віланова-і-ла-Желтру. Виконав рельєф на пам'ятнику у Матаро.
У 1984 році створив пам'ятник Пау Казальсу у церкві Сан-Сальвадор у Вендрелі. Скульптуру «Матерія-форма» встановлено у холі мерії Барселони. Бюст Франсеска Масія розміщено в апельсиновому саду Палацу уряду Каталонії у Барселоні. Виконав надгробок Пау Казальса на Вендрельському цвинтарі. Нагороджений медаллю Автономного університету Барселони (UAB).
8 грудня 1985 його сестра Марія делс Анжелс померла в Мадриді. Виконав рельєф на вході Банку Сабадель на Пасео-де-Грасія, Барселона. Створив амвон головного вівтаря у монастирі Поблет. Отримав медаль 2-го Міжнародного конгресу каталонської мови.
У 1986 році створив пам'ятник Сальвадору Еспріу в Санта-Колома-де-Фарнерс і рельєф, присвячених поетові, встановлений на колишніх будівлях Барселонського університету. Виконав пам'ятник Буррелю II в Кардоні та бюст піаністки Рози Сабатер у Палаці каталонської музики у Барселоні. Створив скульптуру «Святий Георгій» у Монсерраті та пам'ятник будівельникам Жиронського собору в єврейському кварталі міста. Призначений кавалером ордену Мистецтв та літератури (Франція). 10 червня з нагоди 60-річчя з дня смерті Антоніо Гауді взявся за роботу у храмі Святого Сімейства в Барселоні, щоб створити скульптурну групу на фасад Страстей Христових.
У 1987 році переїхав у житло, розташоване поруч храму Святого Сімейства у Барселоні. Створив монумент «Стовпи неба» на честь XXIV Літніх Олімпійських ігор (Південна Корея). За внесок у мистецтво здобув міжнародну нагороду «Людиною року» у Парижі. У листопаді встановлена перша скульптура «Бичування Христа» на фасаді Страстей Христових храму Святого Сімейства у Барселоні.
У 1988 році  створив пам'ятник Гаспару де Портола (у співпраці з Франсеском Карулья) у Сан-Франциско (Каліфорнія) і пам'ятник Федеріко Гарсії Лорка в Кадакесі. Отримав премію Спаро від Каталонської асоціації митців (ACEA). 1989 року став членом Королівської академія витончених мистецтв Сан-Фернандо у Мадриді. Створив пам'ятник «Союз між Східним і Західним світами» в Сеулі (Південна Корея) з нагоди першої річниці проведення літніх Олімпійських ігор в країні, а також скульптуру «Кліо» в Сант-Жулія-де-Лорія (Андорра).
У 1990 році виступив з офіційною промовою-згодою на включення до Королівської академія витончених мистецтв Сан-Фернандо у Мадриді. Виконав бюст президента Льюїса Компані в апельсиновому саду Палацу уряду Каталонії у Барселоні. Створив пам'ятник тисячоліттю Каталонії в Таррагоні. Книга «Субіракс» Лоурдес Сірльо, опублікована Артуром Рамоном, представлено у книгарні Tocs в Барселоні. Відділ культури Уряду Каталонії організував ретроспективну виставку робіт Субіракса у художньому музеї Гіндза в Токіо (Японія).

### 1991–2000

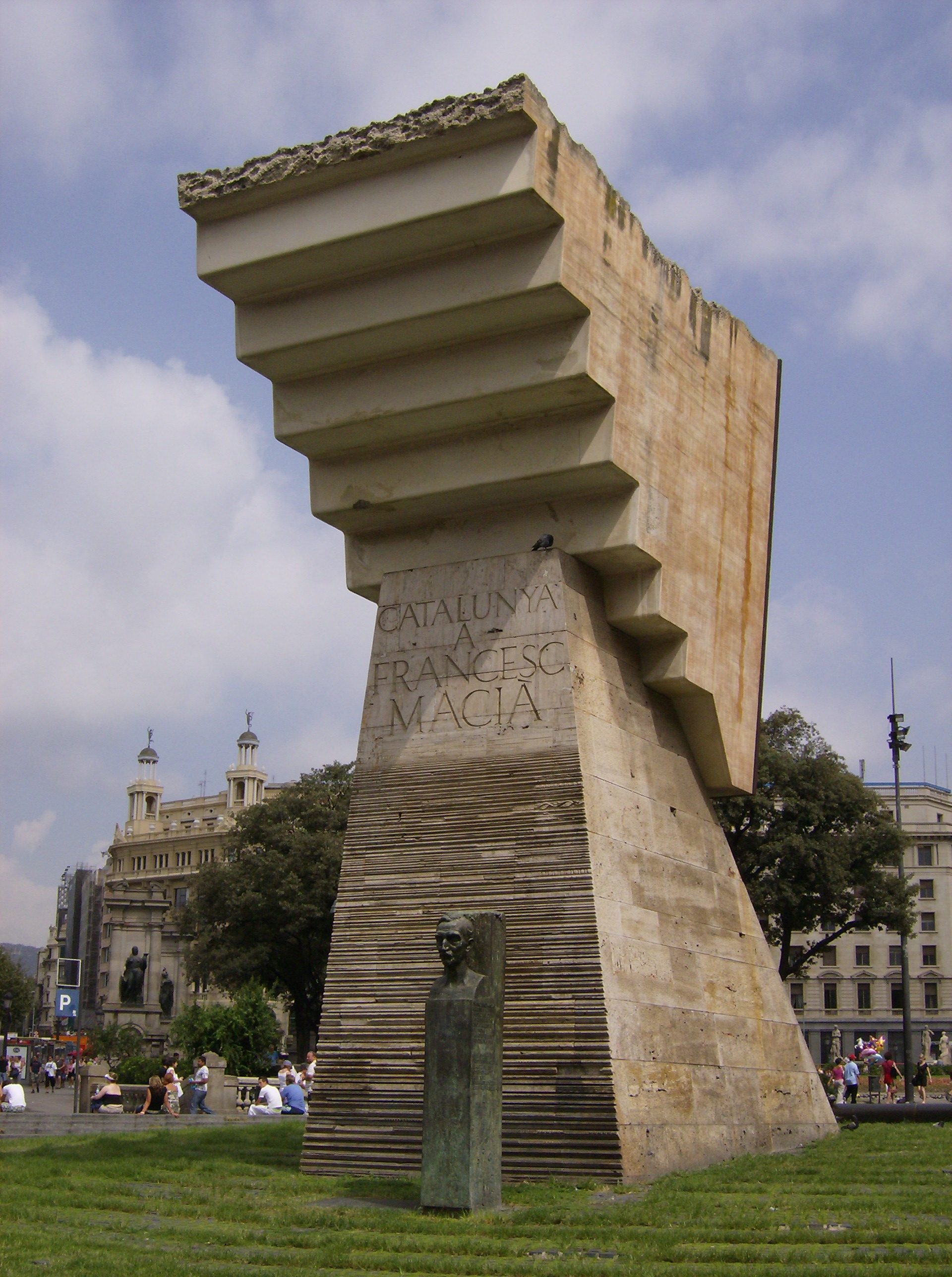
Пам'ятник Франсеску Масія (1991) на площі Каталонії в Барселоні

У 1991 році виступив з промовою на щорічному фестивалі в районі Побленоу (Барселона). Завершив пам'ятник президенту Франсеску Масія на площі Каталонії (Барселона). 1992 року призначений почесним членом Музичного коледжу-ліцею у Барселоні. Створив декорації до п'єси «Морські коники» братів Жузепа Луїса і Родольфо Сірери, яку поставили режисери Жузеп Марія Флотатс та Ігнасі Кампродон у театрі Поліорама в Барселоні.
У 1993 році виконав фриз «Ірис» на площі пласа-де-Колон у Мадриді. У Барселоні та Мадриді представлено книгу «La sima de las penúltimas inocencias» Каміло Хосе Сели з малюнками Субіракса. Отримав премію «Correo de las Artes» як найкращий скульптор. Книга «Наближення до графічних робіт Субіракса» Пілара Велеса, опублікована видавництвом Editorial Mediterrània, була представлена у залі мистецтва Марагаль у Барселоні.
17 червня 1994 року померли його дружина Сесілія Бургайя у Барселоні. Скульптуру «Каталонія» встановлено на площі Каталонії у Сабаделі. 1995 року виконав бронзові ворота, присвячені Гетсиманському саду, які були встановлені на фасаді Страстей Христових храму Святого Сімейства у Барселоні.
У 1996 році отримав золоту медаль від Барселонського міжнародного фонду мистецтв. 1997 року названий «найвидатнішим серед нині живих каталонських художників XX століття» за даними опитування, проведеного газетою «La Vanguardia», Каталонським радіо і Каталонською енциклопедією.
У 1998 році нагороджений золота медаллю за заслуги в образотворчому мистецтві Міністерством культури і спорту Іспанії.
У 1999 році виконав бюст президента Жузепа Таррадельяса в апельсиновому саду Палацу уряду Каталонії у Барселоні. 2000 року останні дві бронзові двері воріт, присвячених Євангеліє від Матвія та Євангеліє від Івана, були встановлені на фасаді Страстей Христових храму Святого Сімейства у Барселоні.

### 2001–2014

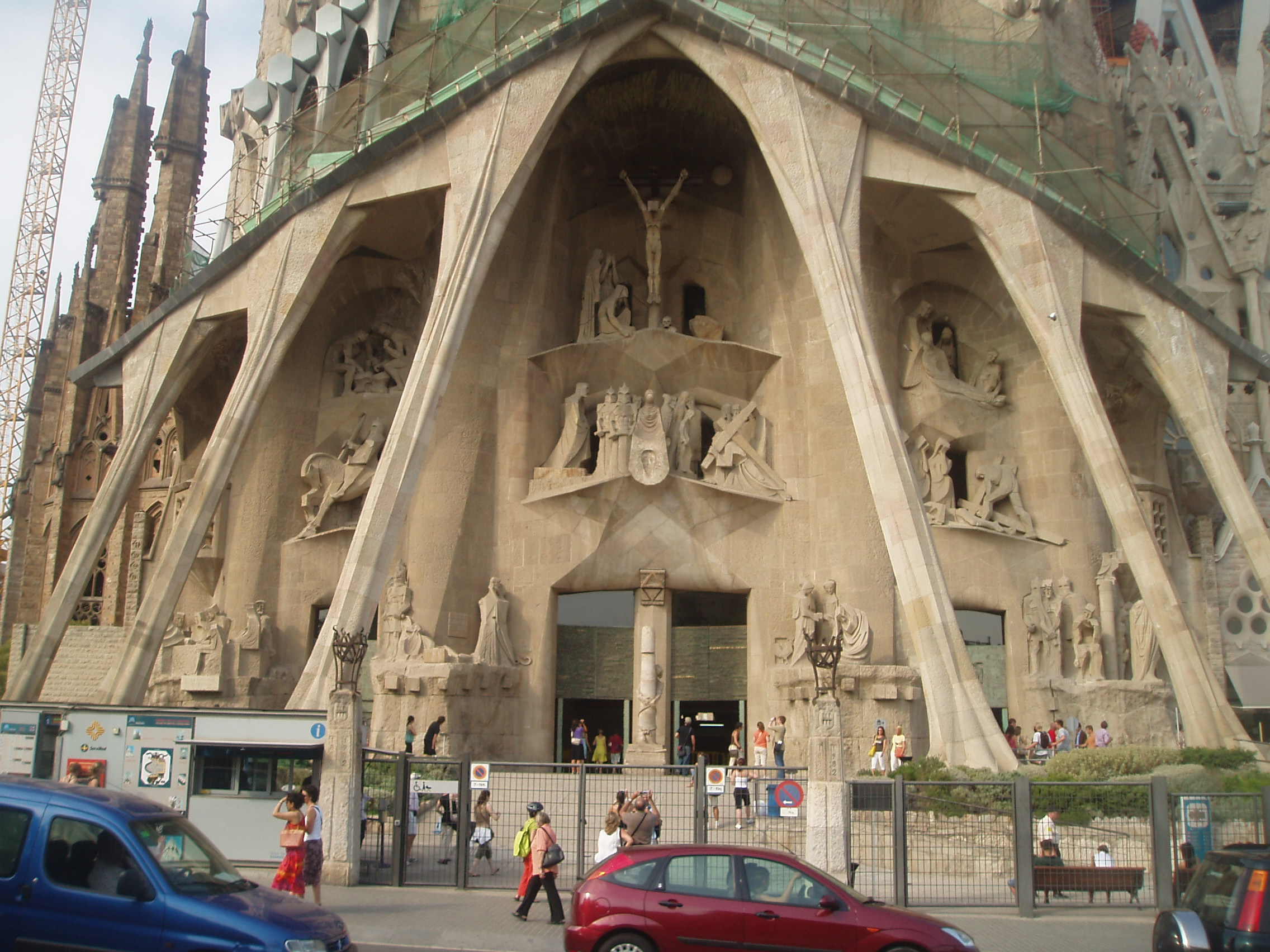
Скульптурна група на фасаді Страстей Христових храму Святого Сімейства у Барселоні

У 2001 році музей Матаро організував ретроспективну виставку «Субіракс. Ідея, матерія, форма», на якій було представлено понад 100 робіт. Підписав угоду з фондом Caixa Penedès, яка зобов'язалась надати і профінансувати необхідну будівлю для постійного розміщення робіт Субіракса. 2002 року скульптура «Іонійка. Присвята новесентизму» у садах готелю Balneario Vichy Catalan в Кальдас-де-Малавельї (Жирона). Отримав мистецьку нагороду «Protagonistas» від радіопередачі режисара Луїса дель Ольмо на радіо-станції Onda Cero.
У 2003 відділ культури Уряду Каталонії організував ретроспективну виставку «Субіракс. Об'єми, текстури, символи» у палаці Моха у Барселоні. Створив скульптурний монумент для парку скульптур міста Кванджу (Південна Корея). Королівська академія витончених мистецтв святої Єлизавети Угорської у Севільї нагородила почесною медаллю зі скульптури. Наприкінці року повернувся до будинку-майстерні, збудованого за проєктом архітектора Антоні де Морагаса, на карретера-де-ла-Аррабассада в Барселоні.
У 2004 році розпочався творчий період присвячений живопису. 4 травня 2005 році встановлено скульптуру «Вознесіння», яка стала останньою фігурою у скульптурній групі фасаду Страстей Христових храму Святого Сімейства у Барселоні. 2006 року видавництво Editorial Mediterrània опублікувало книгу «Субіракс у Каталонії. Роботи у громадських місцях». 2007 року музей Монсеррата організував виставку «Субіракс у Монсерраті» з нагоди 80-річчя скульптора. 18 квітня відкрито бронзову фігуру святого Георгія у храмі Святого Сімейства в Барселоні.
13 липня 2008 року відкрито скульптурний монумент у парку Кан-Роберт в Сітжесі (Барселона). 2009 року відкрито бронзові ворота «Падре-нуестро», створені Субіраксом, на фасаді Слави храму Святого Сімейства. 2010 року організовану виставку «Субіракс. Аналогії, двоїстості, опозиції» у Ла-Лонха (Сарагоса), яка стала наймасштабнішою ретроспективною виставкою робіт скульптора. 2011 року отримав золоту медаль за художні заслуги від мерії Барселони.
Після декількох років художньої перерви 7 квітня 2014 року Жузеп Марія Субіракс помер у віці 87 років від нейродегенеративного захворювання о 9:30 ранку у Барселоні.

## Основні роботи

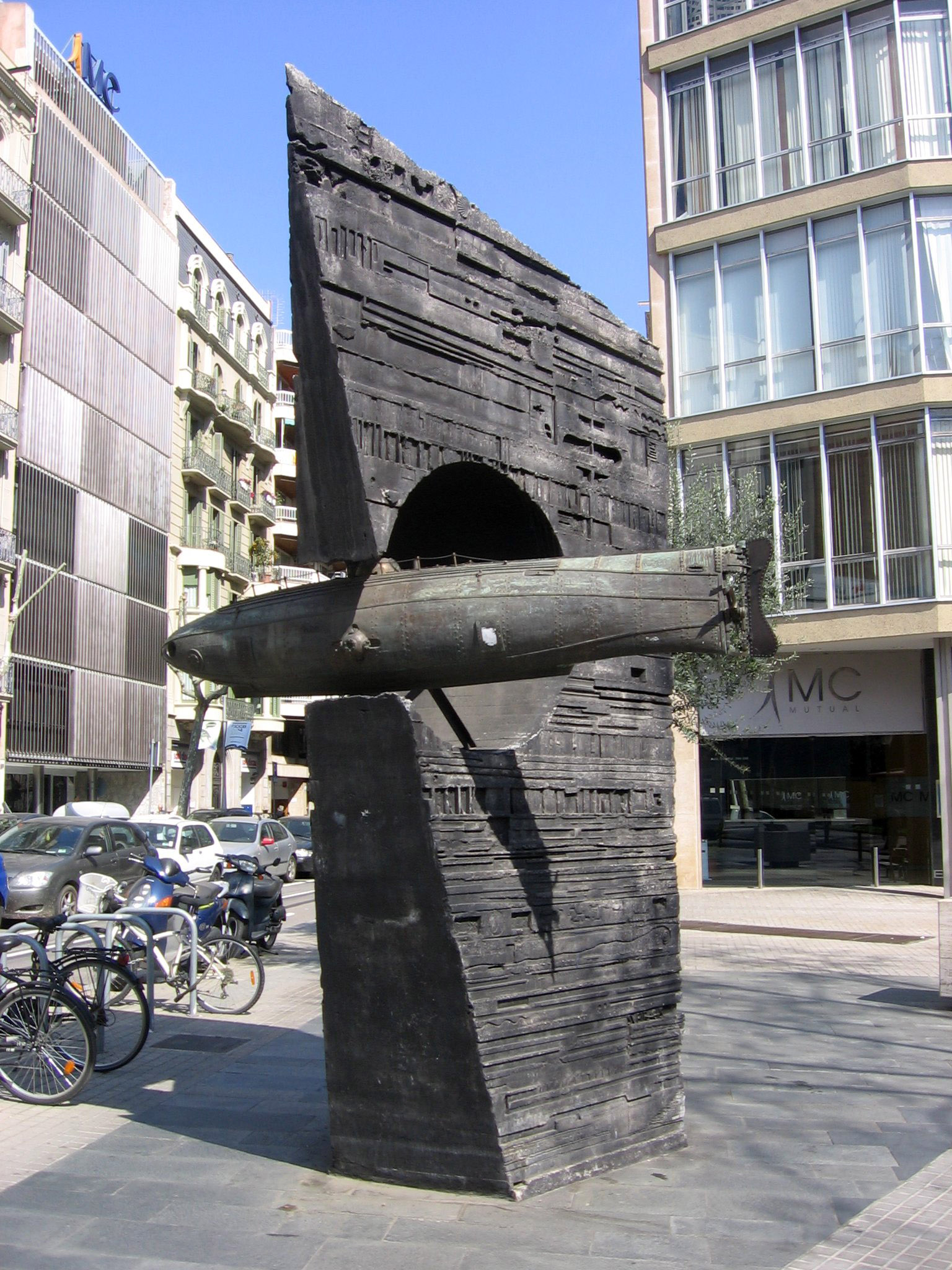
Пам'ятник Нарсісу Монтуріолю (1963), Барселона

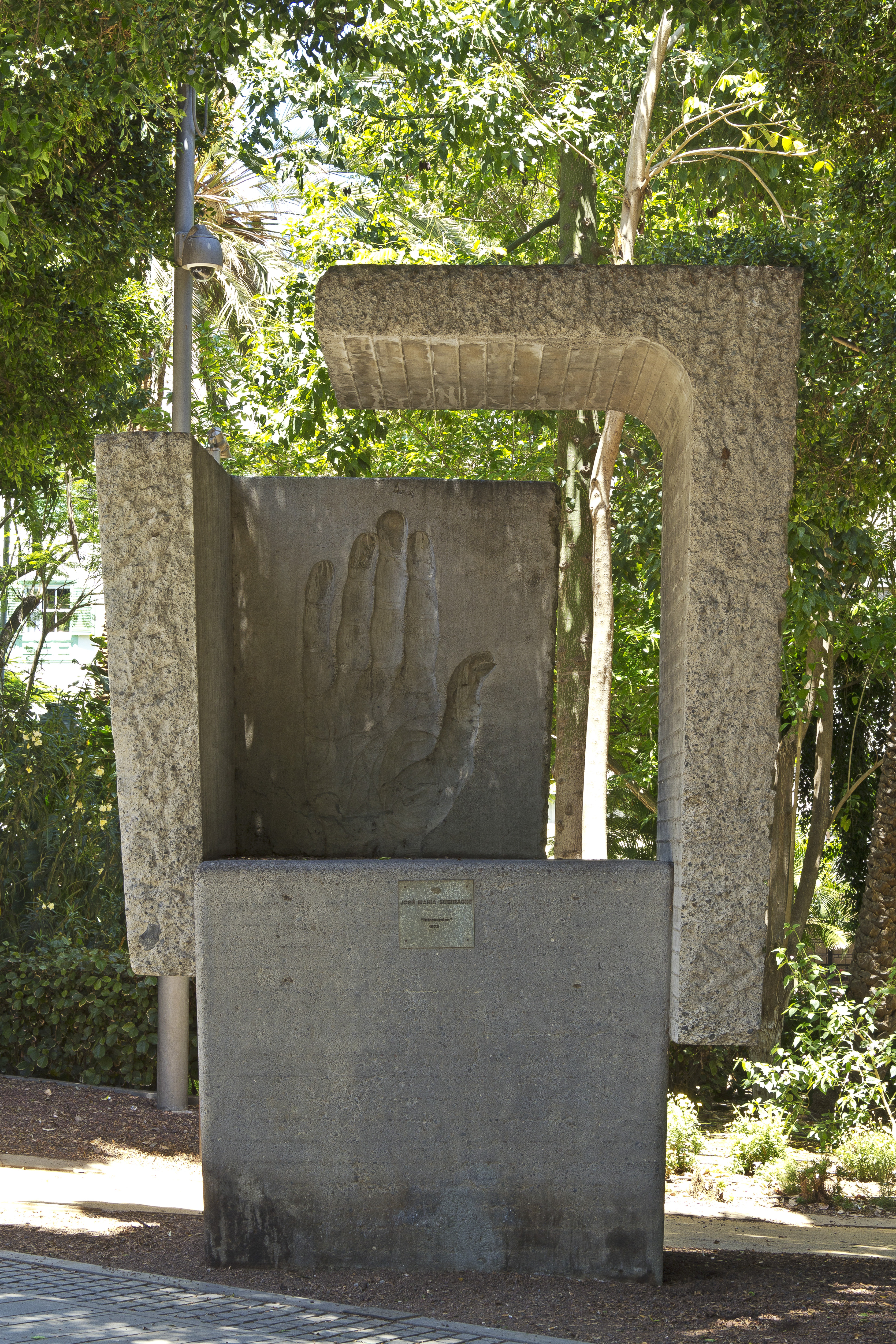
«Відбиток руки» (1973), Санта-Крус-де-Тенерифе

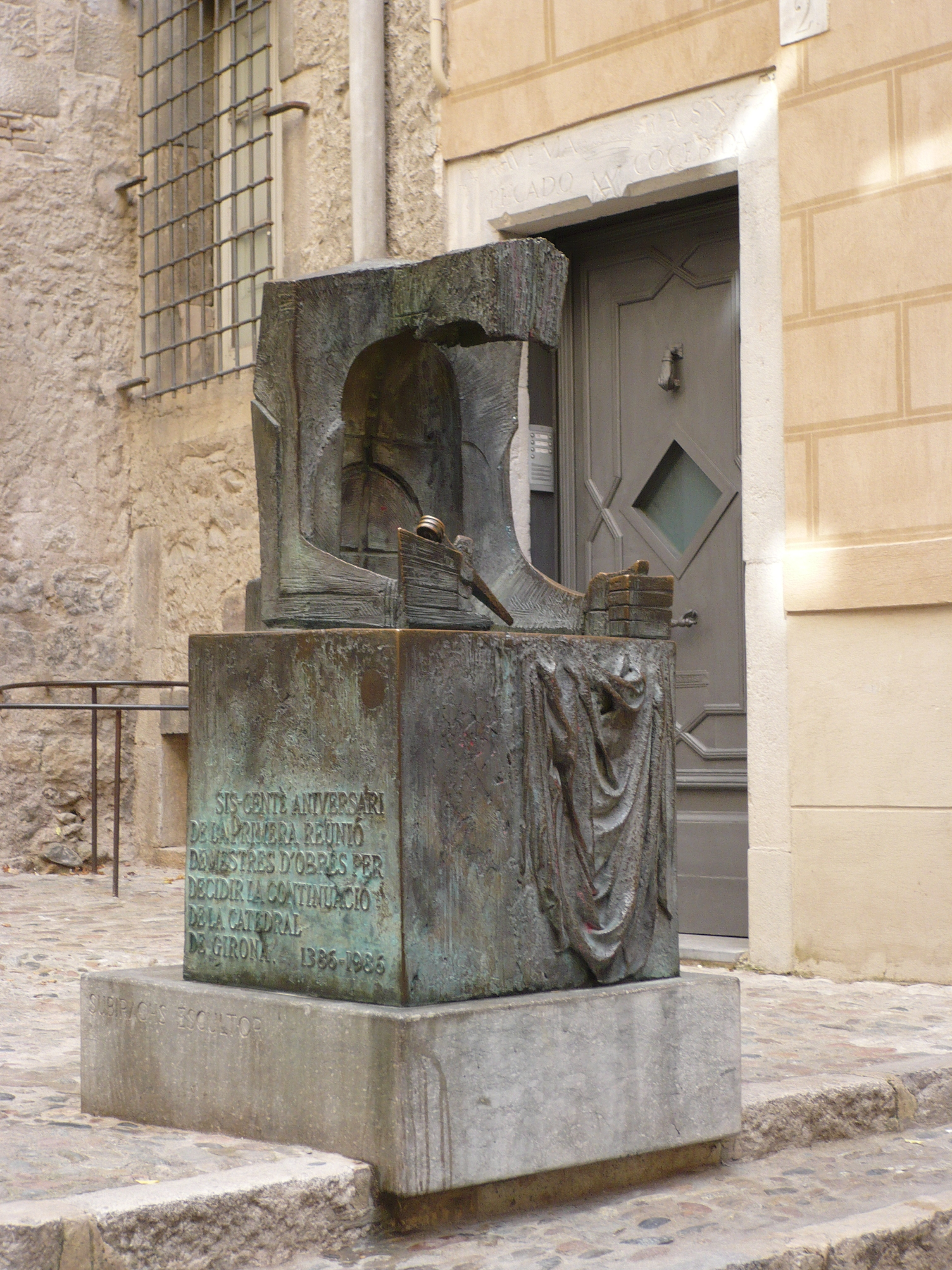
«Архітектор» (Пам'ятник будівельникам Жиронського собору, 1986), Жирона

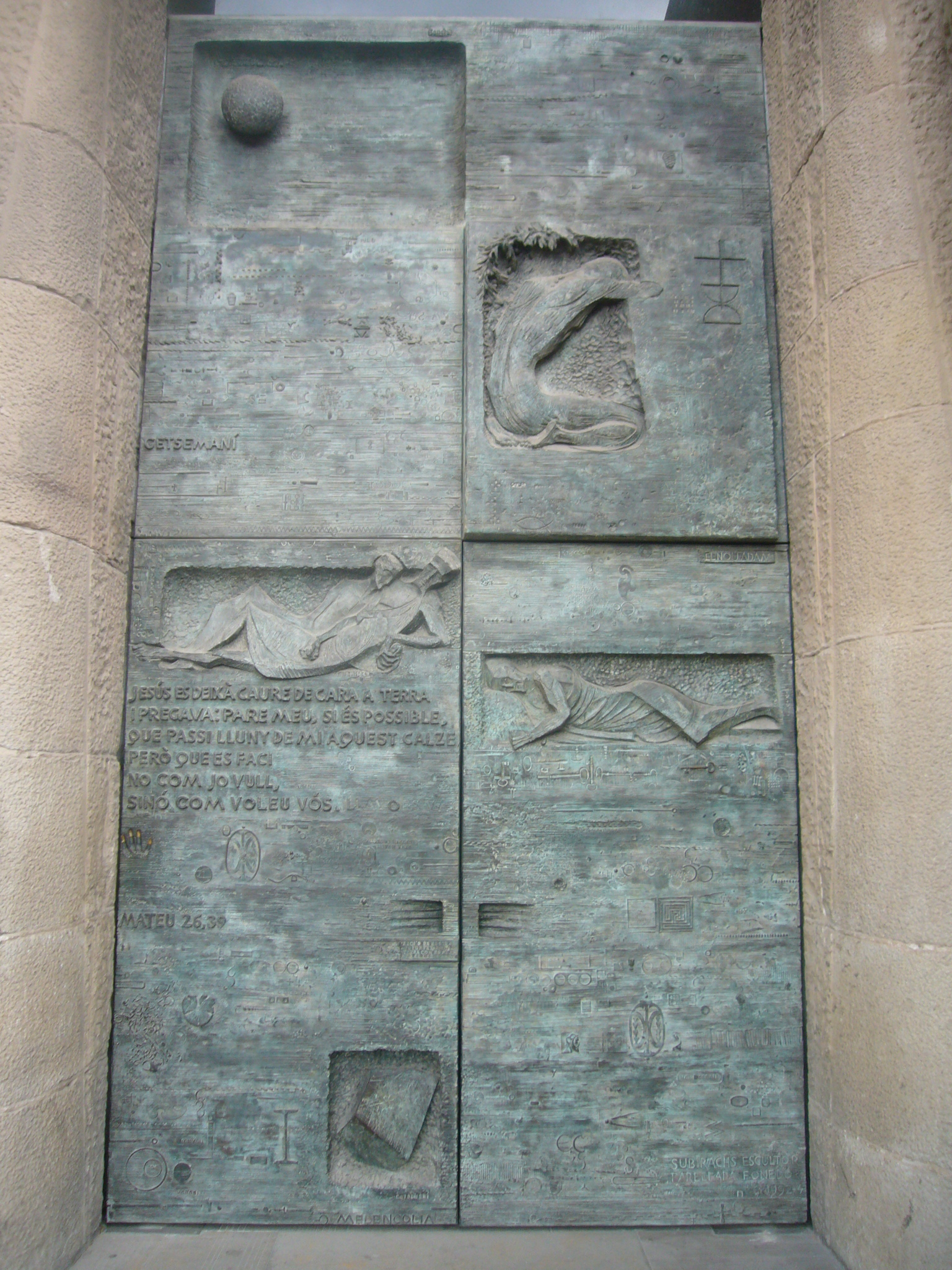
Гетсиманські ворота (1995) фасаду Страстей Христових храму Святого Сімейства, Барселона

- 1957 «Форма 212». Будинок Мундет, Барселона.
- 1958 «Текель», колекція скульптора.
- 1959 Фриз на фасаді святилища Вірхен-дель-Каміно, Леон.
- 1959 «Таблиці закону» на фасаді юридичного факультету Барселонського університету.
- 1960 «Втілення моря», проспект Жуана де Борбо, Барселона.
- 1962 «Вертикальне лиття», сади Маркет-центр-еворд, Даллас.
- 1962 «Хрест св. Михаїла», Монсерратський монастир.
- 1963 Пам'ятник Нарсісу Монтуріолю, Барселона.
- 1963 Пам'ятник жертвам повіні у Вальєсі, Рубі.
- 1965 Пам'ятник Помпеу Фабрі, Планолес.
- 1965 Пам'ятник жертвам авіакатастрофи у Кармоні, Севілья.
- 1966 «Христос біля колони», Мідделгеймський музей, Антверпен.
- 1967 «Венера пагорбу Пеніскола», Пенісколі.
- 1967 «Вимірювання простору-часу», будівля Меркурі, Барселона.
- 1968 Пам'ятник міжнародній торгівлі, Даллас.
- 1968 Пам'ятник у Мехіко на честь XIX літніх Олімпійських ігор, Мехіко.
- 1969 Пам'ятник «Присвята Барселоні», Монжуїк-парк, Барселона.
- 1969 Фриз і велике настінне панно на фасаді нової будівлі мерії Барселони.
- 1969 «Діагональ», панно на однойменній станції Барселонського метрополітену.
- 1970 Пам'ятник св. Домініку, Монсерратський монастир.
- 1971 Рельєфи на фасаді банку Banc de Sabadell, Рамбла-де-Каталунья, Барселона.
- 1971 «Зв'язок» і «Розрахунок», фасаду будівлі Індуба́н, площа Франсеска Масія́, Барселона.
- 1972 «З іншого боку стіни», Музей скульптур просто неба на Пасео-де-ла-Кастельяна, Мадрид.
- 1973 «Відбиток руки», Санта-Крус-де-Тенерифе.
- 1975 Пам'ятник Л'Оспіталету.
- 1975 Бронзові двері, які з'єднують Палау-де-Льоктінент з залами Сало́-дел-Тінелль, Барселона.
- 1976 Пам'ятник Раймунду Луллію, Монсерратський монастир.
- 1976 Двері для ризниці каплиці святого Георгія та рельєф св. Георгія-Тесея на балконі, який з'єднує будівлю палацу уряду Каталонії (Палау-де-Женералітат-де-Каталунья) з будівлею Каза-делс-Канонжес, Барселона.
- 1977 Каплиця Святого Причастя (вівтар і рельєф на дверях) у базиліці, Монсерратський монастир.
- 1979 Фриз на фасаді залізничного вокзалу «Сантс», Барселона.
- 1979 Пам'ятник Манресі.
- 1979 «Нурія-Федра», Музей театрального мистецтва, Інституту театру в Барселоні.
- 1981 Рельєф у Міжнародному аеропорту Барахас, Мадрид (нині — в аеропорту Аліканте).
- 1982–1984 «Матерія-форма», мерії Барселони.
- 1983 «Іонійка» (пам'ятник Кавафісу), Пальма.
- 1983 «Олімп», парк Шато-де-Віді, Лозанна.
- 1983 Пам'ятник президенту Франсеску Масія, Віланова-і-ла-Желтру.
- 1984 Пам'ятник Пау Казальсу, Вендрель (Таррагона).
- 1984 Бюст Франсеска Масія, апельсиновий сад Палацу уряду Каталонії, Барселона.
- 1985 Амвон головного вівтаря у монастирі Поблет.
- 1986 Пам'ятник Сальвадору Еспріу в Санта-Колома-де-Фарнерс і рельєф, присвячений поетові, встановлений на колишній будівлі Барселонського університету.
- 1986 Пам'ятник графу Буррелю II, Кардона.
- 1986 Бюст піаністки Рози Сабатер у Палаці каталонської музики, Барселона.
- 1986 «Святий Георгій», Монсерратський монастир.
- 1986 «Архітектор» (Пам'ятник будівельникам Жиронського собору), Жирона
- 1987–2009 Фасад Страстей Христових храму Святого Сімейства, Барселона.
- 1987 «Стовпи неба» на честь XXIV літніх Олімпійських ігор.
- 1988 Пам'ятник Гаспару де Портола (у співпраці з Франсеском Карулья), Сан-Франциско.
- 1988 Пам'ятник Федеріко Гарсії Лорка, Кадакес.
- 1989 Пам'ятник «Союз між Східни і Західним світами», Сеул.
- 1989 «Кліо», Сант-Жулія-де-Лорія.
- 1990 Бюст президента Льюїса Компані в апельсиновому саду Палацу уряду Каталонії, Барселона.
- 1990 Пам'ятник тисячоліттю Каталонії, Таррагона.
- 1991 Пам'ятник Франсеску Масія, Барселона.
- 1994 «Каталонія», площа Каталонії, Сабадель.
- 1995 Гетсиманські ворота фасаду Страстей Христових храму Святого Сімейства, Барселона
- 1999 Бюст президента Жузепа Таррадельяса в апельсиновому саду Палацу уряду Каталонії, Барселона.
- 2002 «Іонійка» (Присвята новесентизму). Сади готелю Balneario Vichy Catalan, Кальдас-де-Малавелья, Жирона.
- 2002 Скульптурний монумент для парку скульптур міста Кванджу.

## Виставки
| - 1948 Будинок книги, Барселона. - 1949 2-й Жовтневий салон, Барселона. - 1950 1-й Салон незалежного мистецтва, Сала Караль, Барселона. - 1951 1-й Іспано-американський бієнале, Мадрид. - 1953 Міжнародний бієнале Сан-Паулу. 2-й Джазовий салон, Барселона. - 1954 2-й Міжнародний бієнале скульптури, Антверпен. Галерея Унікум, Брюгге. Галерея Мадлен Баес, Нокке. - 1955 3-й Міжнародний бієнале скульптури, Мідделгеймський музей, Антверпен. - 1956 Галерея Жоржа Жіру, Брюссель. - 1957 2-й Середземноморський бієнале, Александрія. Китайський національний художній музей, Тайбей. - 1958 Галерея Лаєтанес, Барселона. - 1959 Галерея Хардін, Барселона. Галерея Біоска, Мадрид. Галерея 59, Ашаффенбург. - 1960 Атенеум, Мадрид. Сала Гаспар, Барселона. - 1961 4-й Міжнародний бієнале скульптури, Мідделгеймський музей, Антверпен. - 1962 Галерея Джоакіма, Чикаго. Галерея Мезюр, Париж. Сала Гаспар, Барселона. - 1963 7-й Міжнародний бієнале Сан-Паулу. Салон молодих скульпторів, Музей Родена, Париж. - 1964 Виставка сучасних скульпторів Іспанії, Всесвітня виставка, Нью-Йорк. - 1965 Сала Гаспар, Барселона. Галерея Семіхи Юбер, Цюрих. Галерея Сур, Сантандер. - 1966 Атенеум, Мадрид. Галерея Грісес, Більбао. Міжнародна виставка сучасної скульптури, Будинок Родена, Париж. Галерея Берти Шефер, Нью-Йорк. 10-й Міжнародний бієнале скульптури, Мідделгеймський музей, Антверпен. - 1967 Сала Гаспар, Барселона. - 1968 Галерея Сейкер, Мадрид. 34-й Венеційський бієнале, Венеція. - 1969 Виставка сучасного мистецтва Іспанії, Музей Рата, Женева. Виставка сучасного мистецтва Іспанії, Національна галерея Канади, Оттава. - 1970 Музей Малого палацу, Женева. - 1971 Галерея Скіра, Мадрид. - 1972 Галерея Берти Шефер, Нью-Йорк. - 1973 Галерея Рене-Метрас, Барселона. - 1974 Галерея Артура Рамона, Barcelona. Галерея Д'Ендт, Амстердам. - 1975 3-й Міжнародний бієнале малої скульптури, Будапешт. - 1976 Виставка «ART 7'76», Базель. «ARTEXPO 76», Барселона. Фонд Жоана Міро, Барселона. | - 1977 Галерея Біоска, Мадрид. «ART 8'77», Базель. Виставкова зала Caixa Laietana, Матаро. - 1978 1-й Європейський трієнале скульптури, Пале-Рояль, Париж. Галерея Леві, Гамбург. Галерея Сахарофф, Барселона. «ART 9'78», Базель. - 1979 «ART 10'79», Базель. Виставка «Субіракс. Присвячення Фортуні і Гауді», Центр читання, Реус. - 1980 Мистецька зала «Daedalus», Барселона. - 1981 Галерея Біоска, Мадрид. «ART 12'81», Базель. - 1982 Галерея Р.К. Паркера, Нью-Йорк. «ARCO'82», Мадрид. - 1983 «ARCO'83», Мадрид. «ART EXPO'83», Нью-Йорк. «ART 14'83», Базель. - 1984 Виставка, організована урядом Каталонії у Парижі, Альбі і Перпіньян. - 1985 «ARCO'85», Мадрид. 1-й Художній бієнале футбольного клубу «Барселона», Палац Педральбес, Барселона. - 1987 Французький інститут, Барселона. Будинок Гойї, Бордо. - 1988 Міллесгорден, Стокгольм. Виставка «Субіракс. Графіка», Сала-Текнорама, Верона і Художня галерея, Палермо. - 1990 Ретроспективна виставка у Художньому музеї Гіндза, Токіо. - 1992 Каса-дель-Монте, Мадрид. Павільйон Каталонії на Всесвітній виставці у Севільї. - 1993 «Субіракс. Останні твори», Французький інститут, Барселона. Музей сучасного мистецтва, Таррагона. - 1994 Пія-Альмойна, Барселона. Центр Жулола-Кан Негре, Сан-Жоан-Деспі. - 1995 Галерея Біоска, Мадрид. Художнє коло Сант-Льюк, Барселона. - 1997 Антологія Тур-Фромаж, Валле-д'Аоста (Італія). XII Міжнародний бієнале спорту і витончених мистецтв, Драссанас, Барселона. - 2000 «50 років творчості Субіракса», Муніципальний музей Тосса-де-Мар. «Субіракс. Скульптури, малюнки, графіка», Галерея «Опенрінг» Маргарети Шверер, Відень. - 2001 «Субіракс. Об'єми, текстури, символи», Музей Матаро. - 2002 «Від Гауді до Тапієса. Каталонські майстри XX ст.», Севільський музей витончених мистецтв. - 2003 Ретроспективна виставка «Субіракс. Об'єми, текстури, символи», Палац Моха, Барселона. - 2004 «Субіракс. 50 років малюнків», Каталонський дім, Париж. - 2005 Музей східного озера, Ханчжоу (Китай). - 2007 «Субіракс у Монсерраті», Музей Монсеррата. - 2008 Простір сучасного мистецтва Пучмарті, Бур-Мадам (Франція). - 2010 «Субіракс. Аналогії, двоїстості, опозиції», Ла-Лонха, Сарагоса. |

## Роботи у музеях світу
| - Музей американського іспанського товариства, Нью-Йорк (США) - Художній музей Джосліна, Омаха, Небраска (США) - Музей університету Південного Іллінойсу, Іллінойс (США) - Сад скульптур Нешера (Далласький музей мистецтв), Техас (США) - Клівлендський музей мистецтв, Огайо (США) - Музей мистецтв університету Айови, (США) - Музей сучасного мистецтва (Петі-Пале), Женева (Швейцарія) - Олімпійський музей, Лозанна (Швейцарія) - Музей скульптур біля моря, Схевенінген (Нідерланди) - Музей скульптур просто неба Мідделгейм, Антверпен (Бельгія) - Фонд Женні і Люка Пейре, Нокке-Дорп (Бельгія) - Бірмінгемський художній музей (Англія) - Міллесгорден, Стокгольм (Швеція) - Китайський національний художній музей, Тайбей (Китай) - Національний музей сучасного мистецтва, Кьонгі (Південна Корея) - Олімпійський парк, Сеул (Південна Корея) - Музеї Ватикану, Ватикан (Італія) - Музей Королівської академії витончених мистецтв Сан-Фернандо, Мадрид (Іспанія) - Музей скульптур просто неба, Мадрид (Іспанія) - Національна бібліотека Іспанії, Мадрид (Іспанія) - Фонд Едуардо Еади, Арганда-дель-Рей, Мадрид - Музей Вюрт Ла-Ріоха, Агонсільйо (Логроньйо) - Музей витончених мистецтв Більбао, Більбао - Музей Королівської академія витончених мистецтв святої Єлизавети Угорської, Севілья - Севільський музей сучасного мистецтва, Севілья - Музей Сабалети, Кесада, Хаен - Кастельйонський музей витончених мистецтв, Кастельйон-де-ла-Плана - Центр мистецтв і природи-Фонд Беулас, Уеска | - Національний музей мистецтва Каталонії, Барселона - Музей сучасного мистецтва, Барселона - Музей Королівської академії витончених мистецтв Сант-Жорді, Барселона - Інститут театру, Барселона - Олімпійсько-спортивний музей, Барселона - Музей ФК «Барселона», Барселона - Музей храму Святого Сімейства, Барселона - Фонд Франа Дауреля, Барселона - Музей істор л'Оспіталета, Оспіталет-де-Льобрегат (Барселона) - Музей сучасного килимарства, Сан-Кугат-дель-Вальес (Барселона) - Муніципальний музей Жоана Абельо, Мольєт-дель-Вальєс (Барселона) - Музей Матаро, Матаро (Барселона) - Колекція Бассата. Музей сучасного мистецтва Каталонії, Матаро (Барселона) - Музей-архів Сан-Андрес-де-Льеванераса, Сан-Андрес-де-Льеванерас (Барселона) - Музей Гранольєрса, Гранольєрс (Барселона) - Регіональний музей Манреси, Манреса (Барселона) - Музей Монсерратському монастирі (Барселона) - Музей паперової фабрики Капельядес, Капельядес (Барселона) - Музей шкіри Ігуалади, Ігуалада (Барселона) - Музей-бібліотека Віктора Балагера, Віланова-і-ла-Желтру (Барселона) - Залізний музей у Віланова, Віланова-і-ла-Желтру (Барселона) - Музей сучасного мистецтва, Таррагона - Музей Деу, Вендрель - Музей історії міста, Жирона - Фонд Віла Касас, Палафружель (Жирона) - Музей регіону Емпорда, Фігерас (Жирона) - Фонд Паррамона у Вентальо, Вентальо (Жирона) - Муніципальний музей, Тосса-де-Мар (Жирона) |

## Нагороди
| - 1953 Перша премія зі скульптури на 2-му Джазовому салоні, Барселона - 1957 Бронзова медаль на 2-му Середземноморському бієнале, Александрія, Єгипет - 1958 Гран-прі Сант-Жорді Міської ради Барселони. - 1958 Премія Хуліо Гонсалеса від Барселонської палати сучасного мистецтва. - 1966 1-а міжнародна премія з малювання Інглада-Гійо - 1971 Перша міжнародна премія Сант-Марті́ д'Ор - 1974 Премія критиків Барселони за найкращу виставку 1973 року - 1982 Хрест Сант-Жорді від Уряду Каталонії - 1986 Кавалер ордену Мистецтв та літератури, Франція - 1987 «Людина року», міжнародна нагорода за внесок у світ мистецтв, Париж | - 1987 Премія Спаро від Каталонської асоціації митців (ACEA) - 1993 Премія «Correo de las Artes» як «найкращому художнику, що спеціалізується на скульптурі», Мадрид - 1996 Золота медаль Міжнародного фонду живопису, Барселона - 1997 Названий «найвидатнішим серед нині живих каталонських художнів ХХ століття» за даними опитування, проведеного газетою «La Vanguardia», Каталонським радіо і Каталонською енциклопедією - 1998 Золота медаль за заслуги в образотворчому мистецтві від Міністерства культури і спорту Іспанії - 2011 Золота медаль за художні заслуги від мерії Барселони |

Член-кореспондент Американського іспанського товариства (Нью-Йорк) з 1976 року, член Королівської академії витончених мистецтв Сант-Жорді (Барселона) з 1980 року, член Королівської академія витончених мистецтв Сан-Фернандо (Мадрид) з 1989 року.

### Монографії
- Armengol, Manuel, photo.; et al. Subirachs [s.n.], Barcelona, 1990
- Blanch, Montserrat. Subirachs. Obra gràfica 1949-1975. Ediciones Saturno, Barcelona, 1976
- Borot, Marie-France. Subirachs: le dur désir de créer. Editorial Mediterrània, Barcelona, 1999
- Borot, Marie-France. Subirachs: le dur désir de créer [2ª ed. revisada i augmentada]. Editorial Mediterrània, Barcelona, 2004
- Borot, Marie-France; Iriarte, Joan. Subirachs. Àmbit Serveis Editorials, S.A., Barcelona, 1985
- Borràs, Ramon. Subirachs. Medals. Editorial Mediterrània, Barcelona, 1997
- Cadena, Josep M. Subirachs in General Óptica. Editorial Mediterrània, Barcelona, 2001
- Capmany, Maria Aurèlia. Subirachs o retrat de l'artista com a escultor adult. Editorial Pòrtic, Barcelona, 1975
- Carreira, Manuel, photo.; Wolf, Ricard, text. Sagrada Família: la façana de ponent (Sagrada Família: the west façade). Editorial Mediterrània, Barcelona, 2007
- Cirlot, Juan-Eduardo. Subirachs. Xifré editor, Barcelona, 1960
- Cirlot, Lourdes. Subirachs. Artur Ramon editor, Barcelona, 1990
- Corredor-Matheos, José. Subirachs. Ediciones Polígrafa, S.A., Barcelona, 1975
- Espriu, Salvador; et al. Món de Subirachs. Edipoides S.A. i Eumo, Vic, 1984
- Espriu, Salvador; et al. Approximation to three sculptures by Subirachs and other texts. Edipoies; Eumo, Vic, 1985
- Fontanals, Imma. Subirachs. Suite 219. Hotel Estela Barcelona, Sitges, 1999
- Fontanals, Imma; Iriarte, Joan, fot. Subirachs a la Sagrada Família. Editorial Mediterrània, Barcelona, 1998
- Fontanals, Imma; Iriarte, Joan, fot. Subirachs to the Sagrada Família [2nd edition, revised and extended]. Editorial Mediterrània, Barcelona, 2004
- Gilbert, Trinitat. The obelisk that commemorates Francesc Macià. Vilanova i la Geltrú Council, Vilanova i la Geltrú, 2007
- Giralt-Miracle, Daniel. Subirachs. Ediciones Saturno, Barcelona, 1973
- Giralt-Miracle, Daniel. Subirachs. Ministry of Education and Science, Madrid, 1973
- Iriarte, Joan. Subirachs. Sagrada Família 1987-1988, Eikon, S.A., Barcelona, 1989
- Iriarte, Joan. Subirachs a la Sagrada Família, Enciclopèdia Catalana, Barcelona, 1991
- Miralles, Francesc, Subirachs. Un creador de símbolos, Ediciones Altaya, S.A., Barcelona, 1999
- Peña, Maria, Subirachs. [Maestros actuales de la pintura y escultura catalanas; 3], La Gran Enciclopedia Vasca, Bilbao, 1974
- Rodríguez-Aguilera, Cesáreo. Subirachs: works from 1949 to 1995, [s.n.], Barcelona, 1995
- Santos Torroella, Rafael. Subirachs, 0 figura. Sala Gaspar, Barcelona, 1962
- Sarró, Maite; Bayés, Pilarín. Petita història de Josep Maria Subirachs, Editorial Mediterrània, Barcelona, 1996
- Subirachs Burgaya, Judit. Subirachs a Catalunya. Obra en espais públics, Editorial Mediterrània, Barcelona, 2006
- Subirachs Burgaya, Judit. Subirachs a Barcelona, Editorial Mediterrània i Ajuntament de Barcelona, Barcelona, 2012
- Subirachs, Josep Maria. Quadern de taller 1954-1987, Els llibres de Les Quatre Estacions i Eumo, Vic, 1987
- Subirachs, Josep Maria. La Torre de Babel i altres textos, Eumo, Vic, 1989
- Subirachs, Josep Maria; et al. Quadern de la Façana de Ponent, Eumo Editorial, Vic, 1990
- Subirachs, Josep Maria; Fontanals, Imma. L'art és l'erotisme de la història. L'alfabet simbòlic de Subirachs, Editorial Mediterrània, Barcelona, 2003
- Vélez, Pilar. Aproximació a l'obra gràfica de Subirachs, Editorial Mediterrània, Barcelona, 1993
- Vélez, Pilar. Subirachs en General Óptica II, Editorial Mediterrània, Barcelona, 2002

### Каталоги
- Sartoris, Alberto. Subirachs, Catàleg de l'exposició Subirachs. Galerías Jardín, Barcelona, 1958
- Cirlot, Juan-Eduardo. Subirachs, Catàleg de l'exposició De la Escuela de Barcelona: Alcoy, Hernández Pijuan, Planell, Subirachs. RM, Barcelona, 1959
- Cirlot, Juan-Eduardo. Subirachs, Catàleg de l'exposició Subirachs. Cuadernos de arte del Ateneo de Madrid, Madrid, 1960
- Seuphor, Michel. Subirachs, Catàleg de l'exposició Subirachs. Mesure, Paris, 1962
- Lloveras, Gonçal. Subirachs, Catàleg de l'exposició Cinco artists de la escuela de Barcelona . Publicaciones Españolas, Cuadernos de Arte, Madrid, 1963
- Permanyer, Lluís. Subirachs, Catàleg de l'exposició Esculturas de Subirachs. Sur Gallery, Santander, 1965
- Seuphor, Michel. Pour Subirachs, Catàleg de l'exposició Josep M. Subirachs. Gráficas Mendoza, Barcelona, 1965
- Bordas, Josep M. Josep M. Subirachs, Catàleg de l'exposició Josep M. Subirachs. Gráficas Mendoza, Barcelona, 1965
- Areán, Carlos. Josep Maria Subirachs, Catàleg de l'exposició Subirachs. Publicaciones Españolas, Cuadernos de Arte, Madrid, 1966
- Seuphor, Michel. Pour Subirachs, Catàleg de l'exposició Subirachs. Publicaciones Españolas, Cuadernos de Arte, Madrid, 1966

## Документальний фільм
5 листопада 2010 року на телеканалі Canal 33, що належить Televisió de Catalunya (TVC) вийшов 53-хвилинний документальний фільм про кар'єру Жузепа Марії Субіракса, знятий режисером Мартіном Майслером.